# Lis royal
Lilium regale
Espèce
Le Lis royal (Lilium regale) est une espèce de plantes de la famille des Liliaceae. Il est originaire de la partie occidentale de la province du Sichuan dans le sud-ouest de la Chine et cultivé ailleurs comme plante d’ornement.
L’espèce a été découverte au Sichuan en Chine en 1903 par Ernest Henry Wilson qui la introduite en Angleterre en 1904.
Le lis royal est une plante vivace à bulbe, avec une tige érigée portant sur toute sa longueur des feuilles linéaires (très étroites) et à son sommet des fleurs blanches, en trompette, à revers rose rouge, très parfumées.
La taille de la plante varie considérablement selon le contexte : de 50 à 70 cm dans les conditions rudes de son aire d’origine montagnarde, et de 120 à 150 cm dans les conditions de culture soignées des jardins.

## Nomenclature
L’espèce a reçu une description valide sous le nom de Lilium regale par E.H. Wilson, en 1913, dans - The Gardeners' chronicle - a weekly illustrated journal of horticulture and allied subjects. ser. 3 53: 416.  

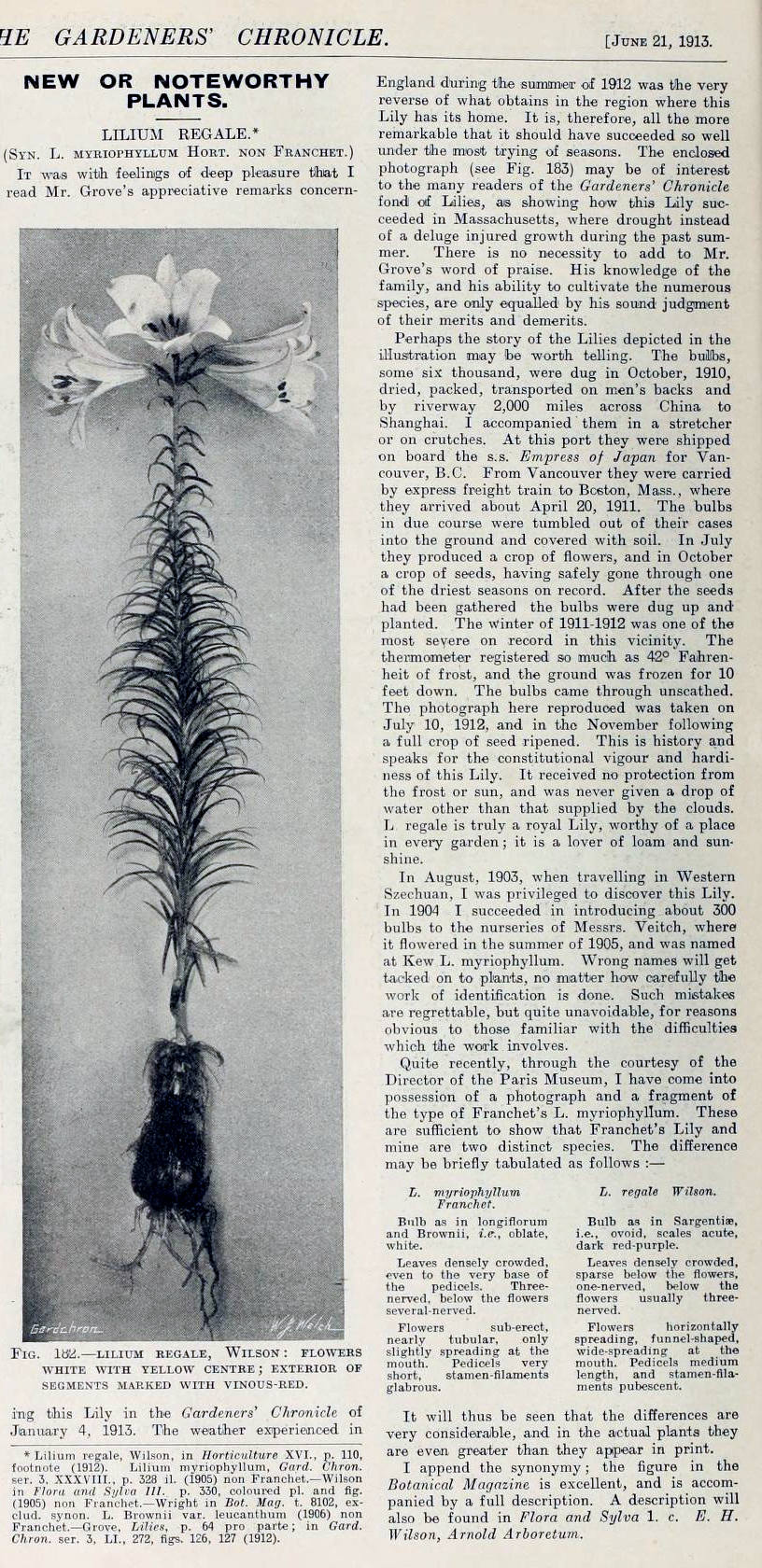
Article de E.H. Wilson dans Le Gardeners' chronicle, sur Lilium regale, le 21 juin 1913

Wilson est un botaniste britannique qui lors d’un voyage dans l’ouest du Sichuan en Chine, en région montagneuse, dans la vallée de la rivière Min, en août 1903, découvrit ce lys. En 1904, il put en envoyer 300 bulbes aux pépinières Veitch & Sons aux Royaume-Unis. « À Veitch, où il fleurit en l’été 1905, et fut nommé par Kew L. myriophyllum. Des noms erronés peuvent être attribués aux plantes, peu importe le soin apporté au travail d'identification. » (The Gardeners' Chronicle, June21, 1913). Ce nom, déjà utilisé par Franchet, est effectivement jugé illégitime par la base de données Tropicos. Lors de son quatrième voyage en Chine en 1910, il retourne dans cette vallée mais cette fois, il est victime d’un éboulement qui lui écrase la jambe alors qu’il passe sur un sentier étroit dans sa chaise à porteurs. Il rapporte ensuite dans The Gardeners' Chronicle (1913)
« Les bulbes, environ six mille, ont été déterrés en octobre 1910, séchés, emballés, transportés à dos d'homme et par voie fluviale sur 2 000 milles à travers la Chine jusqu'à Shanghai. À ce port, ils furent embarqués à bord du s.s. Empress of Japan pour Vancouver, en Colombie-Britannique. De Vancouver, ils furent transportés par train express jusqu'à Boston, au Massachusetts, où ils arrivèrent vers le 20 avril 1911. »
Après avoir reçu du Muséum national d’histoire naturelle de Paris une photo et un fragment du type de L. myriophyllum de Franchet, Wilson put établir les traits distinctifs importants de L. myriophyllum et L. regale.

## Étymologie
Le nom de genre Lilium vient du grec ancien λειριον, leirion, « lis » (Théophraste I, 13, 3), « narcisse » (Dioscoride, 3, 102) et du latin lilium (Pline, 21, 22) désignant le lis blanc (Lilium candidum L.) et autres plantes.
L’épithète spécifique regale vient du latin regalis, -is, -e, « royal ».
En français, lis ou lys est issu du latin lilium « lis », selon le dictionnaire historique d’Alain Rey. Symbole de pureté et vertu, la fleur de lis symbolise la Vierge. Elle est associée à la dynastie capétienne dès Louis VI et surtout Louis VII (marié à Aliénor d'Aquitaine).

## Aire de répartition
Selon POWO, l’aire de répartition naturelle de Lilium regale est la Chine (Sichuan occidental).
Elle a été introduite Argentine Nord-Est, Brésil Sud, Bulgarie, Alabama, Mississippi.
Elle pousse sur les pentes rocheuses, et les berges des rivières, entre 800 et 2 500 m, dans le  Sichuan. Lilium regale est endémique du sud-ouest de la Chine, avec une distribution limitée à une zone d’environ 170 km2 dans la région du cours supérieur de la rivière Min, sur les flancs orientaux du Plateau tibétain. Depuis l’introduction de cette espèce en Amérique du Nord par Wilson dans les années 1907-1911, en raison de sa croissance vigoureuse et de sa résistance aux maladies, elle a été largement utilisée comme parent dans les programmes de sélection, ce qui a conduit à la production de nombreux cultivars hybrides, y compris certains résistants à la maladie dévastatrice du flétrissement des lys.
Depuis quelques décennies, les habitats indigènes de L. regale sont soumis à de graves perturbations anthropiques et naturelles, notamment des changements d’utilisation des terres (routes, habitations, ateliers, champs…), des glissements de terrain et des tremblements de terre, qui menacent la survie de l’espèce. L’étude de la diversité génétique de ces populations, menée par Zhu-hua Wu et al révèle cependant des niveaux de consanguinité faibles et une diversité génétique plus élevée que celle rapportée pour d’autres plantes endémiques étroitement distribuées.

## Description
Lilium regale est une plante vivace à bulbe largement ovoïde, d’env. 3,5 cm de diamètre, aux nombreuses écailles lancéolées, de 4 à 5 cm de long sur 1 à 1,5 cm de large.
La tige érigée peut atteindre 50 cm (pour la forme sauvage et 120 à 150 cm pour les cultivars), papilleuse.
Les feuilles sont portées à des intervalles irréguliers sur la tige. Étroitement linéaires, à une nervure, elles font de 6 à 8 cm de long sur 2 à 3 mm de large., papilleuses sur la nervure médiane de la face inférieure et à la marge.
Les fleurs, solitaires ou multiples, en forme d’entonnoir, regroupées au sommet de la tige, sont très parfumées. Chacune porte 6 tépales blancs, généralement connivents, parfois fortement recourbés, blancs, teintés de jaune à la base ; les externes sont lancéolés, de 9 à 11 cm de long sur 1,5 à 2 cm de large ; les internes obovales, légèrement plus larges. Les étamines comportent des filaments de 6 à 7,5 cm, à peine papilleux terminées par des anthères ellipsoïdes, 0,9 à 1,2 cm. Les fleurs sont fortement odorantes, surtout la nuit.
La floraison a lieu juin-juillet.

## Utilisations

### Horticulture
Le lis royal est cultivé dans le monde entier pour utiliser ses fleurs coupées dans des bouquets ou pour entrer dans les parterres des jardins.
Le Lilium regale est une plante très rustique qui peut être plantée dans la majorité des jardins. Le feuillage linéaire, vert franc, apparaît au printemps. Une longue tige solide portera les fleurs en bouquets à son extrémité en juin et juillet. Ces dernières, en trompettes de 15 cm de diamètre, présentent des tépales blancs à gorge jaune et au revers rose. Ces fleurs nombreuses distillent un parfum puissant et enivrant. Cette espèce de lys peut atteindre 1,50 m de hauteur si les conditions de culture lui conviennent. Au fil du temps, il va se naturaliser pour former des touffes imposantes.
La hauteur des tiges de Lilium regale varie considérablement selon le contexte. Dans la nature, notamment dans la province du Sichuan en Chine où l'espèce est endémique, les individus sauvages atteignent souvent 50 à 70 cm de haut, comme le décrit la Flora of China. Cette taille modeste s’explique par les conditions écologiques rigoureuses de son habitat d’origine : pentes rocailleuses, sols pauvres, climat montagnard.
En revanche, les plantes cultivées dans les jardins européens ou nord-américains peuvent atteindre 120 à 150 cm de hauteur. Cette différence s’explique par des conditions culturales favorables (sols riches, arrosage régulier, fertilisation), mais aussi par une sélection horticole de souches plus vigoureuses. Bien que ces formes restent classées dans l’espèce Lilium regale, leur port est souvent plus haut et plus florifère que celui des populations sauvages.
Les bulbes de L. regale sont comestibles (comme ceux de nombreuses espèces du genre), mais on ne leur attribue pas de valeur médicinale reconnue dans la tradition chinoise.
La plante est donc principalement ornementale, même en Chine.

### Symbolique
La fleur de lys est employée dans le domaine de l’héraldique, notamment des dans les armoiries de France. Il semble que la véritable fleur représentée ici ait été en réalité celle d’un iris jaune, symbole royal depuis Clovis.  Cette fausse dénomination serait apparue au temps de Louis VII, au XIIe siècle – époque de l’apparition de l’héraldique – en référence au prénom du roi. La « fleur de Loys » stylisée se serait ainsi peu à peu transformée en « fleur de lys », emblème des rois de France,. D’autres thèses coexistent néanmoins pour expliquer cette confusion, comme celle d’une erreur de traduction, « lis » pouvant par exemple signifier « iris » en néerlandais.